# Nationaal Park Thayatal
Het Nationaal Park Thayatal (Duits: Nationalpark Thayatal) is een Oostenrijks nationaal park dat in 2000 werd opgericht in de deelstaat Neder-Oostenrijk. Het park is 1330 hectare groot en ligt op de grens met Tsjechië. Over de Tsjechische grens gaat het grensoverschrijdende park over in het Tsjechische Nationaal park Podyjí (Tsjechisch: Národní Park Podyjí). In het nationaal park wordt het dichtbeboste en onbebouwde dal van de Thaya-rivier beschermd, dat door het IJzeren Gordijn ongeschonden bleef (European Green Belt).

## Flora
In het kleinste Oostenrijkse nationale park komt de helft van alle plantensoorten uit Oostenrijk voor. In het westelijke deel van het park en op de schaduwrijke noordhellingen groeien vooral beuken, terwijl op de zonniger zuidhellingen eiken en haagbeuken groeien. In de kruidlaag groeien onder andere Turkse lelie, eenbloemig parelgras, klaverzuring en bleek bosvogeltje.

## Fauna
Talrijke zeldzame diersoorten leven in het Thaya-dal, waaronder visotter, dobbelsteenslang, zeearend, zwarte ooievaar, esculaapslang en wilde kat